# Malvaviscus palmanus
Malvaviscus palmanus là một loài thực vật có hoa trong họ Cẩm quỳ. Loài này được Pittier & Donn. Sm. mô tả khoa học đầu tiên năm 1897.